# Евстигнеев, Александр Семёнович
Александр Семёнович Евстигне́ев (9 сентября 1894 — 20 января 1945 года, Польша) — стрелок 1085-го стрелкового полка 332 стрелковой дивизии, Герой Советского Союза.

## Биография
Евстигнеев Александр Семёнович родился 9 сентября (27 августа — по старому стилю) 1894 года  в деревне Пёстровка Стерлитамакского района в семье крестьянина. Получил начальное образование.
Участник Первой мировой войны. В 1917 г. работал в Петрограде на Путиловском заводе. В конце 1918 года перевёлся на Самарский трубочный военный завод. Позднее переехал в Стерлитамакский район, где до призыва в Красную Армию работал в колхозе.
В РККА вступил добровольно через Стерлитамакский райвоенкомат в январе 1942 г. На фронте Великой Отечественной войны с мая 1942 г.
Погиб 20 января 1945 года. Был похоронен в братской могиле № 9 в селе Борск Фоленски, ныне дзельница Лагевники — Борек-Фаленцкий города Кракова (Польша). По данным Российского Красного Креста (справка № 192957/31 от 06.09.2016) перезахоронен в  братской могиле № 12  на советском военном кладбище в г. Бельско-Бяла ул. Вызволеня, воеводство Слёнское.Звание Героя Советского Союза присвоено  Указом Президиума Верховного Совета СССР 10 апреля 1945 посмертно. В Указе ошибочно было указано отчество Степанович, вместо Семёнович. Награждён орденом Ленина, медалью.

## Подвиг
«Стрелок 1085-го стрелкового полка (322-я стрелковая дивизия, 60-я армия, 1-й Украинский фронт) рядовой А. С. Евстигнеев совершил подвиг 20 января 1945 года в районе г. Свошовице (ныне в черте г. Краков, Польша) при отражении контратаки противника. Вскочив на вражеский бронетранспортёр, он гранатами уничтожил его экипаж. В момент, когда противник предпринял новую контратаку, А. С. Евстигнеев, жертвуя собой, бросился со связкой гранат под гусеницы вражеского танка, подорвал его и погиб сам. Танки и бронетранспортёры гитлеровцев не дошли до боевых порядков нашей пехоты, контратака противника была сорвана».

## Воспоминания современников
« … бессмертный подвиг совершил ветеран дивизии, участник двух войн солдат Александр Семенович Евстигнеев. В период контратаки врага он, улучив момент, метнул из своего окопа гранату в немецкий бронетранспортер, прорвавшийся на позиции стрелков, и уничтожил находившихся там фашистов. Однако второй бронетранспортер продолжал идти вперед. Тогда старый солдат, движимый чувством острой ненависти к врагу, бросился со связкой гранат под гусеницы и подорвал машину. Указом Президиума Верховного Совета СССР А.С Евстигнееву было посмертно присвоено звание Героя Советского Союза.».
— Герой Советского Союза  генерал армии  П.Н.Лащенко  Из боя – в бой. — М.: Воениздат, 1972. С.328-329.

## Память
В деревне Пёстровка (ныне Большое Аксаково) Стерлитамакского района Республики Башкортостан в мае 1962 года А. С. Евстигнееву был поставлен памятник. Летом 2018 года постамент памятника был заменён.